# Kantjärn (läderverktyg)

Kantjärn.

Ett kantjärn är ett handverktyg som används vid hantverksmässigt arbete i läder. Kantjärn används för att fasa av eller runda kanter på arbeten i tjockare läder, exempelvis bälten och sadlar. 
Kantjärnet utgörs av en rundad eller rak, tvärställd, några millimeter bred egg belägen i en grund V- eller U-form som sitter längst ut på ett kort skaft. Kantjärnet är vanligen försett med ett handtag i trä. Vid användning förs kantjärnet över läderkanten så att en knappt millimetertjock läderremsa, själva hörnet, skalas av. Syftet med att använda kantjärn är att få hållbarare och mer estetiskt tilltalande avslutningar på läderarbetet.